# Mainhorse (álbum)
Mainhorse es el único álbum de estudio de la banda suiza de Rock progresivo, Mainhorse.

## Listado de canciones

### Sencillos
- Passing Years - (1971)
- More Tea Vicar - (1969)
- Pale Sky - (1971)
- God - (1972)

## Miembros
- Patrick Moraz - Teclados y líder
- Peter Lockett - Guitarra, violín y voz
- Jean Ristori - Bajo y coro
- Bryson Graham † - Batería